# Ivan Aleksevitch Savine
Ivan Aleksevitch Savine (russe : Иван Алексеевич Савин), né le 24 avril 1953 à Arkhangelsk dans le kraï de Stavropol et décédé le 2 janvier 1995 à Grozny en Tchétchénie, est un colonel russe, commandant de la 131e brigade de fusiliers motorisés.
Il prend part à la première guerre de Tchétchénie et est l'un des principaux dirigeants de l'assaut du Nouvel An sur Grozny, au cours duquel il meurt au combat. Il est titré héros de la fédération de Russie en 2005 à titre posthume.